# Spazio omogeneo
In geometria, uno spazio omogeneo è uno spazio i cui punti sono indistinguibili. La nozione si basa sul concetto di omogeneità, applicato in fisica ad esempio ad un corpo o all'intero universo.
In matematica questa nozione è resa formalmente dalla presenza di un gruppo che agisce sullo spazio in modo transitivo.

## Definizione

### Definizione generale
Uno spazio omogeneo è una tripla {\displaystyle (X,G,\rho )} formata da un insieme {\displaystyle X}, un gruppo {\displaystyle G} e un'azione
{\displaystyle \rho \colon G\to {\rm {Aut}}(X)}
che associa ad un elemento {\displaystyle g} del gruppo un automorfismo (cioè una biezione o equivalentemente una permutazione) {\displaystyle \rho (g)} di {\displaystyle X}. L'azione deve essere transitiva: per ogni coppia {\displaystyle x,y} di elementi di {\displaystyle X} deve esistere almeno un elemento {\displaystyle g} tale che {\displaystyle \rho (g)(x)=y}.

### Strutture
Se l'insieme {\displaystyle X} è dotato di una struttura, generalmente si suppone che gli automorfismi in {\displaystyle {\rm {Aut}}(X)} preservino questa struttura. Ad esempio:
- Se {\displaystyle X} è uno spazio topologico, gli automorfismi sono omeomorfismi,
- Se {\displaystyle X} è una varietà differenziabile, gli automorfismi sono diffeomorfismi,
- Se {\displaystyle X} è una varietà riemanniana o un più generale spazio metrico, gli automorfismi sono isometrie.

## Proprietà
Poiché per ogni coppia di punti {\displaystyle x} e {\displaystyle y} esiste un automorfismo che manda {\displaystyle x} in {\displaystyle y}, i punti di {\displaystyle X} sono indistinguibili dalla struttura. Ad esempio, la circonferenza {\displaystyle X}, con il gruppo {\displaystyle G} delle rotazioni, è uno spazio omogeneo, perché tramite un'opportuna rotazione è possibile spostare qualsiasi punto {\displaystyle x} in un punto dato {\displaystyle y}. D'altra parte, il quadrato con il gruppo delle rotazioni non è omogeneo, perché non è possibile con una rotazione spostare ad esempio un vertice all'interno di un lato.

## Esempi

### Spazi a curvatura costante
La sfera {\displaystyle S^{n}} di dimensione {\displaystyle n} è uno spazio omogeneo con il gruppo ortogonale {\displaystyle G=O(n+1)}: tale gruppo agisce su {\displaystyle \mathbb {R} ^{n+1}} preservando la lunghezza dei vettori, e quindi agisce sulla sfera. L'azione è effettivamente transitiva.
Lo spazio euclideo {\displaystyle \mathbb {R} ^{n}} è uno spazio omogeneo con il gruppo delle traslazioni: tramite opportuna traslazione si può infatti spostare un punto in un qualsiasi altro punto dello spazio.
Lo spazio iperbolico {\displaystyle \mathbb {H} ^{n}} è omogeneo con il suo gruppo delle isometrie.
Gli esempi appena descritti sono precisamente le varietà riemanniane semplicemente connesse complete a curvatura sezionale costante {\displaystyle K}, rispettivamente con {\displaystyle K>0} (la sfera) {\displaystyle K=0} (il piano) e {\displaystyle K<0} (lo spazio iperbolico).

### Spazi proiettivi e affini
Lo spazio proiettivo {\displaystyle \mathbb {P} ^{n}(K)}, definito su un campo {\displaystyle K} (ad esempio, il campo dei numeri reali o complessi), è uno spazio omogeneo assieme al gruppo {\displaystyle G} delle proprie proiettività.
Lo spazio affine {\displaystyle E^{n}} è uno spazio omogeneo con il gruppo delle traslazioni.